# 比利亚努阿
比利亚努阿，是西班牙阿拉贡自治区韦斯卡省的一个市镇。总面积58.2平方公里，总人口475人（2014年），人口密度8.2人/平方公里。